# Piedra movediza de Tandil

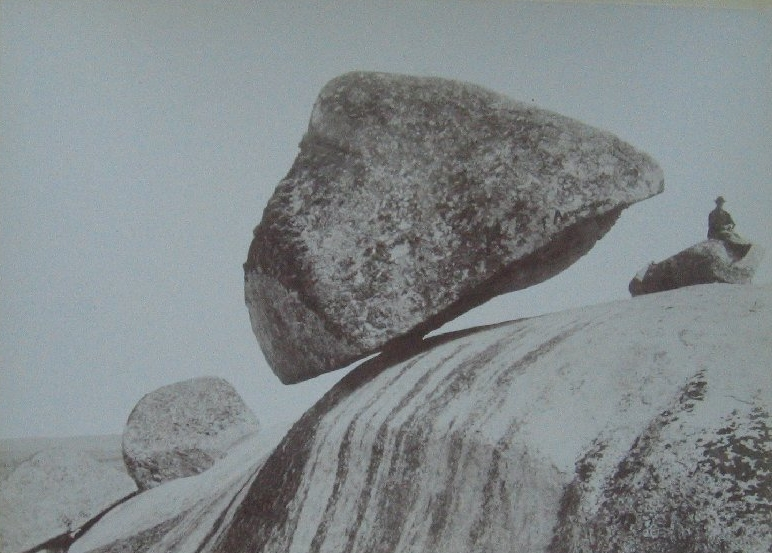
Piedra Movediza

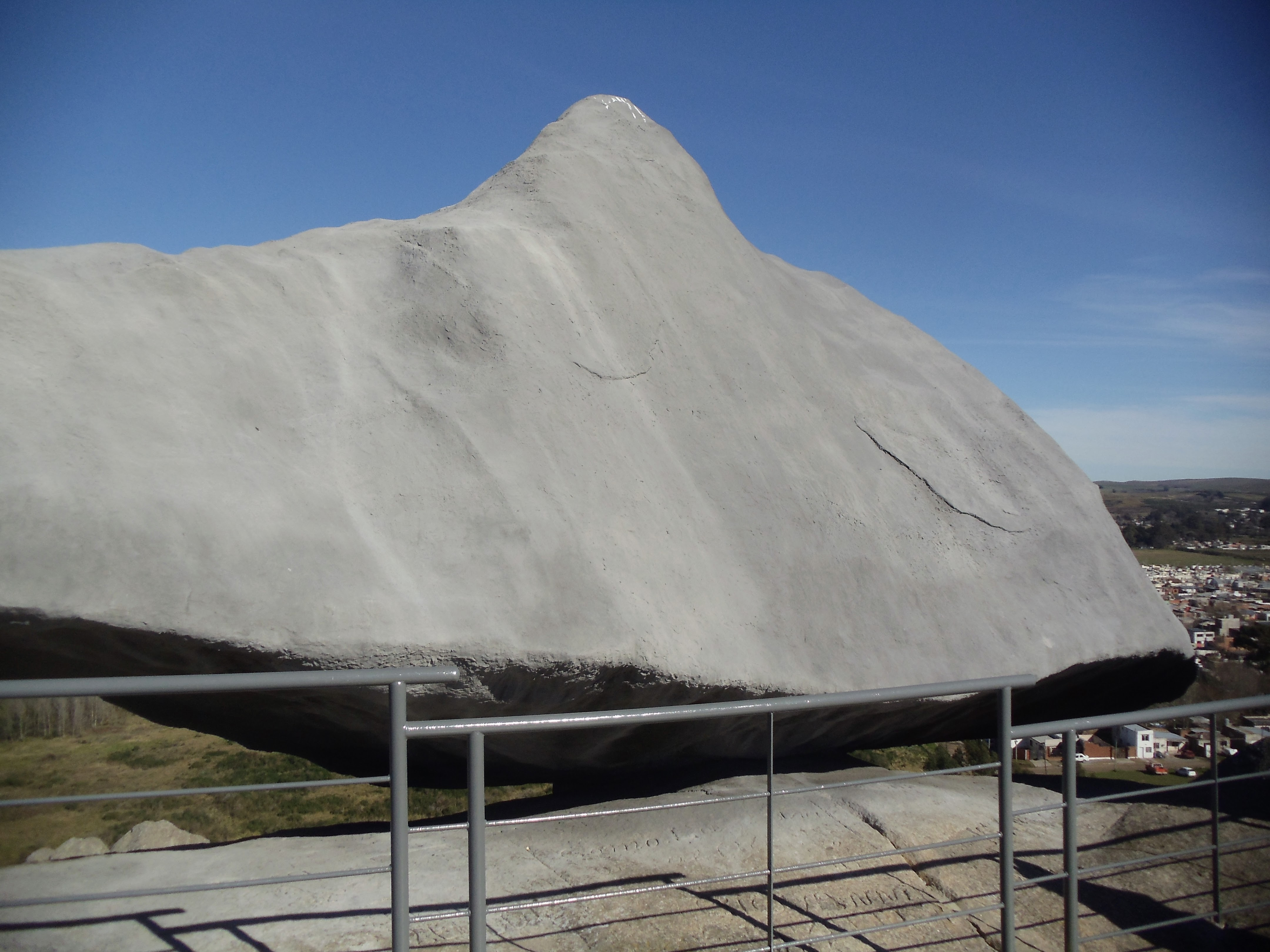
Réplica de la Piedra Movediza

La Piedra Movediza de Tandil fue una roca de granito de unas 300 toneladas que se localizaba en la ciudad bonaerense de Tandil, Argentina, que tuvo la particularidad de que logró mantenerse en equilibrio al borde de un cerro hasta su caída definitiva, el jueves 29 de febrero de 1912 entre las 5 y las 6 de la tarde (sin haberse podido determinar el momento exacto) y sin testigos directos de su derrumbamiento.
Su caída pudo haber sido un acto de vandalismo o producto de las vibraciones provocadas por las explosiones en las canteras cercanas.
La piedra original se encuentra en la base del cerro, partida en tres grandes pedazos.
Desde 2007 existe una réplica ubicada en el mismo lugar, y que es el mayor símbolo de la ciudad de Tandil. El predio se denomina Parque Lítico La Movediza.

## Leyenda
Los Guenakenk (Puelches), que habitaban el Sistema de Tandilia, creían que hace mucho tiempo el Sol y la Luna crearon la Tierra y la vida, y decidieron que alguien tenía que cuidar su valioso tesoro, por lo que crearon al hombre. Cuando los dioses volvían al cielo, el hombre se puso triste y el Sol lo consoló diciéndole que él les daría calor y luz por el día, y la Luna los alumbraría y cuidaría por la noche, y así el hombre se puso contento. Hasta que, un día, notó que el Sol se estaba opacando, que ya no daba luz. Miró bien el cielo, y pudo avistar en el firmamento un Puma alado que lo estaba atacando. Rápidamente alertó a los demás, todos prepararon sus arcos y crearon una lluvia de flechas que surcó el firmamento; eran muchas y no conseguían alcanzarle, hasta que finalmente una dio en el blanco. La flecha impactó en el pecho del Puma, que cayó al suelo rugiendo de dolor. Para acabar con su sufrimiento, al anochecer, la Luna le lanzó piedras para cubrirlo, y así se formaron las Sierras del Tandil. Y en la punta de la flecha que atravesó al Puma, cayó una gigantesca piedra de granito, que quedó haciendo equilibrio en lo alto del cerro. Cuando salía el Sol, el Puma rugía de furia por querer atacarlo de nuevo. Así temblaba el cerro y la piedra se movía en lo alto.

## Ubicación
La piedra se ubicaba en el cerro La Movediza (Tandil, Buenos Aires), parte del Sistema de Tandilia. Sus coordenadas geográficas son: 37°18′34″S 59°10′10″O / -37.30944, -59.16944

## Donación
Desde 1882 la Piedra Movediza es propiedad de la Municipalidad de Tandil debido a que su dueño, don Ramón Santamarina, la donó, junto con el terreno adyacente, para disfrute del pueblo.

## Caída
La piedra cayó el 29 de febrero de 1912; su base consistía en un punto pequeño que hacía contacto con un vértice redondeado. En su caída rodó barranca abajo hasta la ladera del cerro, donde se partió en tres grandes trozos.
Existieron varias teorías que hablaron de supuestos atentados por parte de los canteristas, que se molestaban con la presencia de turistas, o una supuesta orden de Juan Manuel de Rosas (exgobernador de la Provincia de Buenos Aires hasta 1852) de tirarla a pesar de que tal teoría no tiene sentido debido a que Rosas falleció en 1877, y también se dijo que un grupo de personas intentó utilizar una yunta de bueyes para lograr tirar la piedra, aunque no consiguieron su objetivo. En lugar de esas hipótesis que no eran más que rumores, se analizó la posibilidad de que la onda expansiva provocada por los barrenos de las canteras locales hubieran terminado por desgastar la base donde se sustentaba la piedra, llevando a su caída.
Otra posibilidad pudo haber sido que los turistas arrojaban botellas en su base para que el movimiento de la piedra las quebrara y esto derivó en la caída de la misma. También se teorizó que la piedra hubiera estado en movimiento despreciable y que hubiera caído de manera natural.
Nuevas investigaciones cuentan que la piedra movediza podría haber sido un Santuario Megalítico de adoración al sol junto a otra piedra llamada "El centinela". Esta teoría megalítica se explica en la película documental La otra Parte, Tandil de Felipe Restrepo.

## Réplica
El 17 de mayo de 2007 fue inaugurada una réplica de la Piedra Movediza en el lugar donde se encontraba la original, inaugurándose asimismo el Parque Lítico de la Piedra Movediza de Tandil, con la presencia de los entonces Presidente de la Nación Argentina, Néstor Kirchner, su esposa y primera dama, Cristina Fernández de Kirchner, el Gobernador de la Provincia de Buenos Aires, Felipe Solá, y el Intendente del Municipio de Tandil, Miguel Ángel Lunghi.
La réplica fue colocada a las 7:55 del 13 de mayo en el exacto punto de apoyo donde se mantuvo por siglos en un equilibrio inestable la original hasta el fatídico 29 de febrero de 1912.
La réplica fue terminada luego de meses de trabajo en el parque industrial de Tandil, en donde trabajaron en conjunto la UNICEN (Universidad del Centro) de la ciudad de Olavarría e ITP Argentina S.A, una empresa quilmeña. En un gigantesco operativo de seguridad, el 12 de mayo la piedra fue trasladada desde el Parque Industrial de Tandil hasta el cerro, donde cientos de vecinos desplegaron banderas y se emocionaron a su paso sobre la Avenida Intendente José Emilio Lunghi.
Al llegar al pie del cerro La Movediza, fue recibida por una multitud de personas del barrio y de distintos puntos de la ciudad, que se concentraron en los alrededores del predio para observar la marcha de las tareas.
Más de dos horas y media demoró el emotivo viaje de la réplica, montada sobre el tráiler de un camión y cubierta por completo. En el trayecto, personal de la Usina Popular y Municipal de Tandil y de la empresa Edgardo Vázquez, a cargo del traslado, debieron levantar cada uno de los cables de luz que se interponían.
El “operativo traslado” comenzó cerca de las 7 de la mañana, con los últimos retoques y los preparativos para la maniobra en el galpón de la empresa TMC Ingeniería, en el Parque Industrial.
Con las primeras luces llegaron el intendente Miguel Lunghi, funcionarios de todas las áreas y trabajadores de la empresa. Poco después se fueron sumando medios periodísticos locales y nacionales y un importante número de vecinos, que siguieron las alternativas.
Cerca de las 10.30, la enorme piedra comenzó a ser retirada del galpón, con la utilización de una grúa. De inmediato fue colocada sobre el tráiler del camión. Ni bien la réplica asomó hacia el exterior, los primeros aplausos y lágrimas pusieron emoción en medio de un gran despliegue de máquinas y hombres.
Tras girar por las calles internas del parque, cerca de las 12, el camión transportando la réplica tomó por la Avenida Intendente José Emilio Lunghi. Luego de un lento viaje, la caravana retomó por la calle Dante Alighieri y arribó al pie del cerro por calle Misiones, poco antes de las 15. Más de un millar de vecinos se agolparon para tocar y ver de cerca la réplica, que fue descubierta ante la aclamación de los presentes.
Esta roca forma parte del Parque Lítico La Movediza y es el emblema principal de la ciudad.